# Rtyňka
Rtyňka je potok v okrese Trutnov v Královéhradeckém kraji. Je to levostranný přítok řeky Úpy. Délka toku činí 9,1 km. Plocha povodí měří 35,3 km².

## Průběh toku
Potok pramení ve Rtyňské brázdě pod Jestřebími horami východně od Rtyně v Podkrkonoší v nadmořské výšce okolo 510 m. V nejhornější části směřuje na jihozápad. Ve Rtyni se obrací na severozápad a dále protéká souvisle zastavěným územím. V tomto úseku je údolím potoka vedena silnice II/567. Od centra Rtyně až téměř k soutoku s Úpou v Úpici vede podél Rtyňky silnice I/14. Níže po proudu potok protéká Batňovicemi. Zde se stáčí na jihozápad k Úpici, kde se vlévá do Úpy na 31,9 říčním kilometru v nadmořské výšce 330 m.

### Větší přítoky
- Petrovický potok, zprava, ř. km 2,8[1]
- Mariánský potok, zprava, ř. km 2,7[1]
- Markoušovický potok, zprava, ř. km 2,3[3]

## Vodní režim

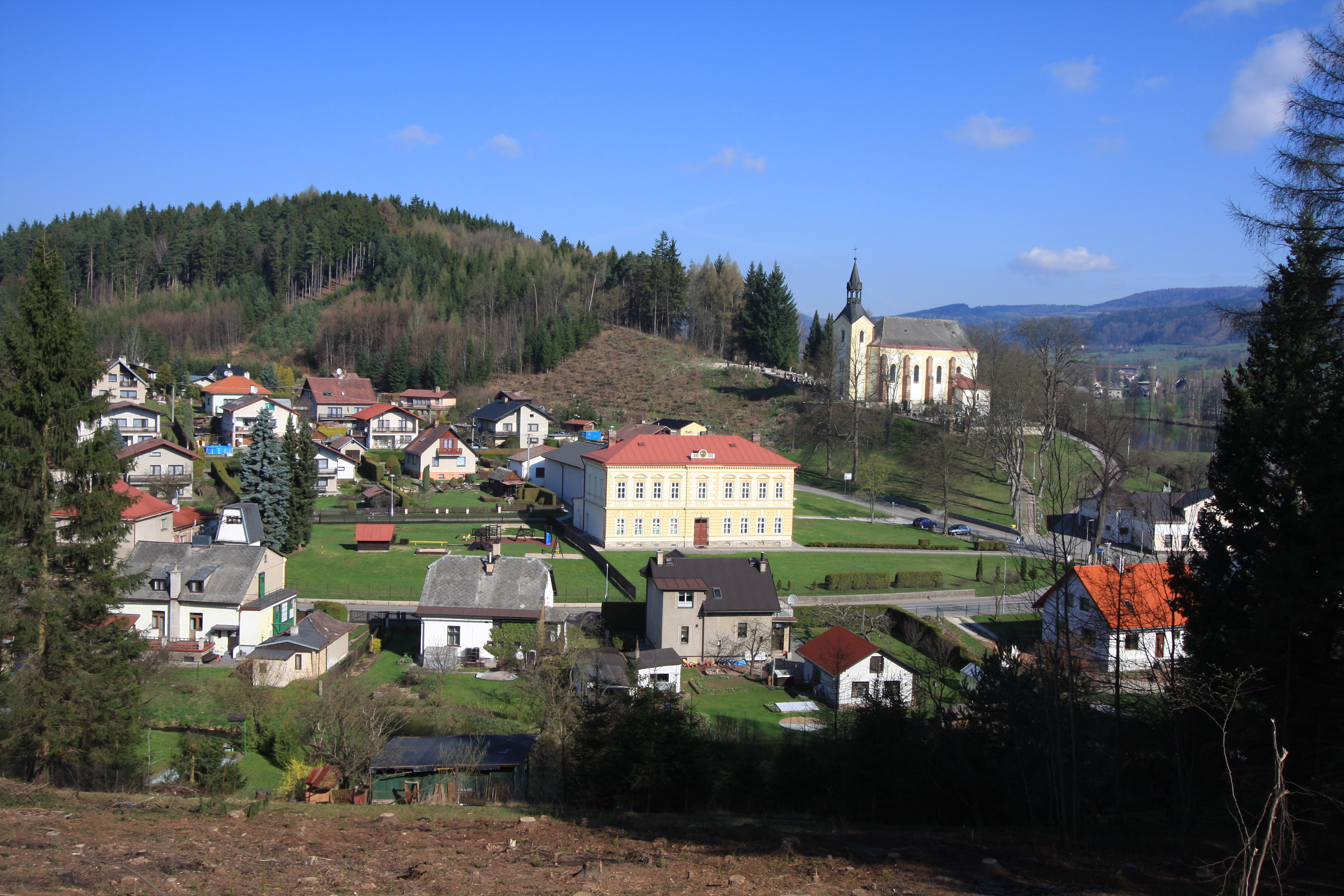
Údolí Rtyňky v Batňovicích

Průměrný průtok Rtyňky u ústí činí 0,29 m³/s.

## Mlýny
- Suchánkův mlýn – Rtyně v Podkrkonoší, kulturní památka